# Albert Beil
Albert Beil (* 20. Mai 1870 in Gröbers; † 8. Mai 1961 in Frankfurt am Main) war ein deutscher Chemiker und Mitglied des Provinziallandtages der Provinz Hessen-Nassau. 

## Leben
Nach einem Studium der Chemie an der Technischen Hochschule Berlin-Charlottenburg und der Universität Leipzig promovierte Albert Beil 1894 in Leipzig zum Dr. phil. und nahm bei der Firma Joh. Simons Erben in Wuppertal-Elberfeld eine Tätigkeit als Chemiker auf. 1895 wurde er bei den Farbwerken Hoechst angestellt und war dort 40 Jahre lang im Bereich Farbenforschung, insbesondere in der Wollfärberei beschäftigt. 1906 entwickelte er gemeinsam mit Max Becke das sogenannte „Becke-Beil-Verfahren“ und war von 1910 an gemeinsam mit einem Kollegen mit der Leitung der Gesamtfärberei beauftragt. 1919 wurde er alleiniger Leiter der Färberei und zwei Jahre später deren Direktor.
Er betätigte sich politisch, trat der Deutschen Volkspartei bei und wurde 1904 Stadtverordneter und stellvertretender Stadtverordnetenvorsteher der Stadt Höchst. 1910 wurde er Vorsteher der Stadtverordnetenversammlung. Während des Ersten Weltkrieges hatte er wesentlichen Anteil an der Nahrungsmittelsicherung in der Stadt Höchst. Von 1921 bis 1922 hatte er ein Mandat für den Nassauischen Kommunallandtag des preußischen Regierungsbezirks Wiesbaden bzw. des Provinziallandtages der preußischen Provinz Hessen-Nassau für den Kreis Höchst, dort Mitglied des sozialpolitischen Ausschusses.

## Öffentliche Ämter
- 1911 Mitglied der „Echtheitskommission“ des Vereins deutscher Chemiker